# Muses (Disney)
Les Muses sont des personnages de fiction apparus dans le long métrage d'animation Hercule (1997) de Walt Disney Pictures. Elles sont inspirées des Muses de la mythologie grecque.

## Description, histoire
Les cinq Muses du film Hercule se présentent elles-mêmes « déesses des Arts et proclamatrices de héros ». D'ailleurs, durant la chanson « DE ZÉRO EN HÉROS », c'est ce qu'elles font. Les Muses sont les narratrices de l'histoire, bien qu'au début le film donne l'impression que ce rôle devait être attribué à Jean Davy (voix originale Charlton Heston). On peut l'entendre avant la chanson Gospel Pur, où il parle comme un narrateur sérieux, qualifié par les Muses de « chéri », et va, selon Thalie (voir après) raconter « une sorte de tragédie grecque ». Elles prennent alors le relais, mais au lieu de faire une narration normale, elles chantent dans un style Gospel.
- Elles racontent dans la première chanson (Gospel pur) comment Zeus a vaincu les Titans. Dans la suite très courte de la chanson, elles parlent d'Hadès. Et dans la troisième partie, elles résument qu'Hercule devint mortel, que Zeus lança une recherche mais qu'il était trop tard.
- Dans la deuxième chanson qu'elles chantent (De Zéro en Héros), elles nous racontent qu'Hercule est le personnage le plus connu en Grèce, le plus fort des héros.
- Dans Jamais je n'avouerai (ou Sentimentale), elles chantent aux côtés de Mégara. Elles tentent de la convaincre qu'elle est bien amoureuse du héros. Dans un malicieux manège, elles transportent la fleur offerte tout en restant à demi-statues.
- Et dans Une Étoile est née, elles reprennent légèrement la première chanson et racontent la fin.

Les Muses se nomment : Calliope,  Muse de la Poésie ; Clio, Muse de l’Histoire ; Melpomène, Muse de la Tragédie ; Terpsichore, Muse de la Danse ; et Thalie (ou Thalia), Muse de la Comédie.

### Apparence
L'animateur responsable des Muses est Michael Show.
- Calliope est la plus grande du groupe, qui possède un bandeau doré soutenant ses hauts cheveux en spirales et est la meneuse du groupe.
- Clio est celle qui possède une queue de cheval. Elle a par ailleurs toujours un parchemin.
- Melpomène a de très longs cheveux frisés et a souvent un masque de théâtre.
- Terpsichore est la deuxième plus petite du groupe. Elle a des cheveux courts frisés levés comme la couronne de la statue de la liberté.
- Thalie est la plus potelée du groupe. Elle a une très courte queue de cheval. C'est la plus petite des Muses et elle joue essentiellement un rôle comique.

Elles ont toutes une tenue blanche différente.

## Interprètes
- Voix originale : Lillias White (Calliope), Vanéese Y. Thomas (Clio), Cheryl Freeman (Melpomène), LaChanze (Terpsichore) et Roz Ryan (Thalia)
- Voix française : Mimi Félixine (Calliope), Norma Ray (Clio), Jessica Parkers (Melpomène), Debbie Davis (Terpsichore) et Assitan Dembele (Thalia)
- Voix espagnole : Mercedes Montalá (Calliope), Susan Martín (Calliope, chant), María Caneda (Clio), Paula Bas (Melpomène), Cani González (Terpsichore) et Helen Quiroga (Thalia)
- Voix latino-américaine : Rebeca Manríquez (Calliope), Vicky Gutiérrez (Calliope, chant), Blanca Flores (Clio), Ruth Howard (Melpomène), Mirna Garza (Terpsichore) et María del Sol (Thalia)
- Voix italienne : Emanuela Cortesi  (Calliope), Paola Folli (Clio), Paola Repere (Melpomène), Lola Feghaly (Terpsichore) et Lalla Francia (Thalia)

## Chansons interprétées par les Muses
- Le gospel pur I, II, III (The Gospel Truth ou La vérité pure au Canada)
- De zéros en héros (Zero to hero)
- Jamais je n’avouerai (I won’t say, I’m in love) avec Mégara
- Une étoile est née (A star is born)

## Caractéristiques particulières
- Dans le film, les Muses sont au nombre de cinq alors que dans la mythologie grecque, elles sont au nombre de neuf ; les seules Muses représentées dans le film sont : Calliope (poésie épique), Clio (histoire), Melpomène (tragédie), Terpsichore (danse) et Thalie (comédie).
- Dans la version du parc Disney's Hollywood Studios du spectacle Fantasmic! à Walt Disney World Resort, les personnages d'Hercules, de Mégara et des Muses apparaissent comme des héros notables, tandis que Hadès est l'un des principaux méchant du spectacle.